# Mehrdad Tarash
Mehrdad Tarash (ur. 21 marca 1990) – australijski zapaśnik walczący w obu stylach. Dziewiąty na igrzyskach Wspólnoty Narodów w 2010 i 2018 i dziesiąty w 2014. Mistrz Oceanii w 2010, 2012 i 2019. Brązowy medalista mistrzostw Wspólnoty Narodów w 2009 i 2011 roku.